# Hydropsyche homunculus
Hydropsyche homunculus là một loài Trichoptera trong họ Hydropsychidae. Chúng phân bố ở miền Ấn Độ - Mã Lai.